# سيزار لوبيز
سيزار لوبيز (بالإسبانية: César López Fretes)‏ (مواليد 21 مارس 1923) هو لاعب كرة قدم. يلعب مع منتخب باراغواي لكرة القدم. سبق له أن لعب في كأس العالم لكرة القدم مع منتخب بلاده.

## روابط خارجية
- سيزار لوبيز على موقع قاعدة بيانات كرة القدم.إي يو (الإنجليزية)
- سيزار لوبيز على موقع ناشيونال فوتبول تيمز (الإنجليزية)
- سيزار لوبيز على موقع Soccerway.com (الإنجليزية)
- سيزار لوبيز على موقع عالم كرة القدم.نت (الإنجليزية)